# Aram Manukian

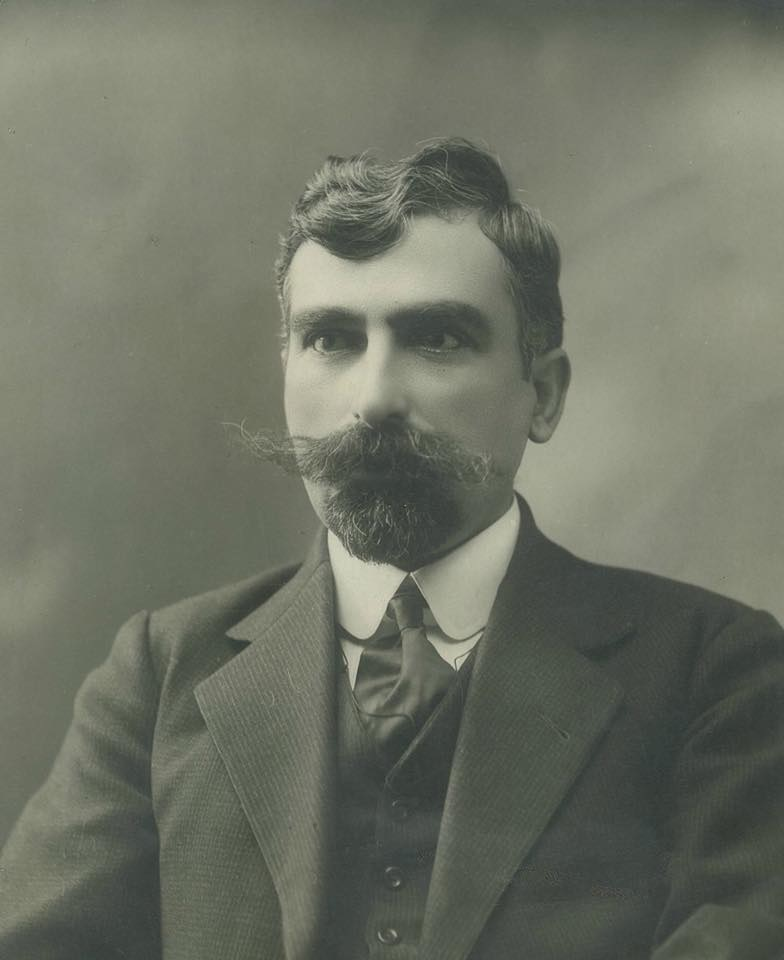
Aram Manoukian

Aram Manoukian (armenisch Արամ Մանուկեան Aram Manukean, * 19. März 1879 in Zeyva, heute David Bek, Provinz Sjunik; † 29. Januar 1919), auch bekannt als Aram Pascha bzw. Aram von Van, war ein armenischer Revolutionär, Politiker und General, der den Widerstand von Van leitete und später zum Innenminister der Demokratischen Republik Armenien wurde. Er wird als politischer, militärischer und spiritueller Führer des armenischen Volkes während des osmanischen Völkermords an den Armeniern angesehen.

## Frühe Jahre
Manukjan wurde 1879 unter dem Namen Sarkis Hovanessian als jüngster von fünf Kindern im Dorf Zeyva (heute David Bek) bei Kapan im Gouvernement Elisabethpol des Russischen Reiches geboren. Sein Vater Harutjun war Waffenschmied, seine Mutter Sona Hausfrau. Seine Grundschulbildung erhielt er in Schuschi, der damals größten Stadt in Bergkarabach. Ab 1895 ging er zu einem Studium an die Diözesanschule, wo er den Daschnaken (ARF) beitrat. Im Jahre 1903 war Manukjan an der Verteidigung von Gandsak und Kars beteiligt. Sein Versuch, die Fedajin in Sassun mit Waffen zu beliefern, musste er wegen einer Erkrankung abbrechen. Im Herbst 1904 unternahm Manukian eine erste Reise nach Van über Persien, wo er Reformen unterstützte. 1911 reiste er nach Genf, wo er ein Jahr blieb, bevor er nach Van zurückkehrte und zum ARF-Leiter der Region wurde.

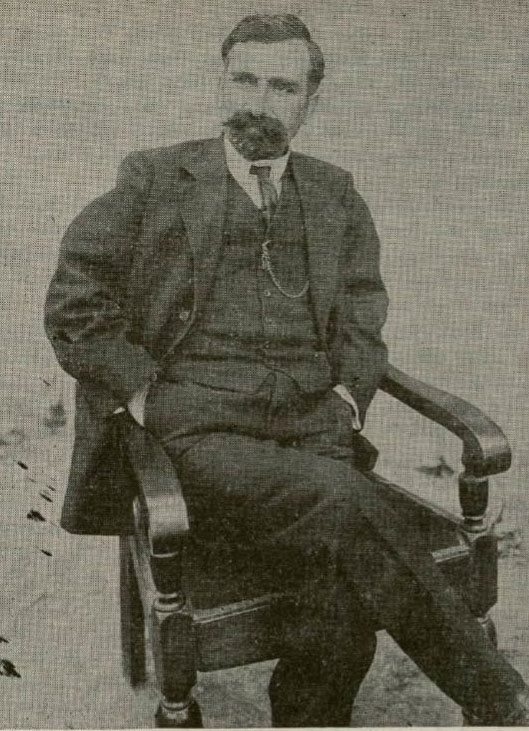
Aram Manoukian als Gouverneur Westarmeniens

In Van arbeitete Manukian als Lehrer für Schulen der armenischen Gemeinde und unterstützte armenische Jugendzirkel. Er wurde von einem anderen Armenier bezichtigt, im Dezember 1912 an der Ermordung des Vaner Bürgermeisters Bedros Kapamajian beteiligt gewesen zu sein, und deshalb von den osmanischen Behörden verhaftet. Später ging er seinem Lehrerberuf in Erzurum und Ordu nach. Mit dem Beginn des Ersten Weltkrieges und dem Völkermord an den Armeniern 1915 kehrte er nach Van zurück. Er leitete den erfolgreichen Widerstand gegen die attackierenden osmanischen Soldaten und war Mitbegründer der kurzlebigen Republik Van. Manukian diente vom 19. Mai bis 31. Juli als dessen provisorischer Gouverneur.

## Nationalrat
Nach der Eroberung von Van durch osmanische Truppen siedelte Aram Manukian nach Tiflis in Georgien über, arbeitete im ARF-Parteibüro sowie dem neu gegründeten Nationalkomitee. Dabei befasste er sich mit dem Problem der Flüchtlinge aus Van. Im November 1917 wurde er zum Chef des Kongresses der Ostarmenier. Bis zum 15. November 1918 war er zugleich Vorsitzender des Karabach-Rates. Zwischen dem 31. Oktober 1917 und 14. April 1918 schrieb Manukian zudem für die Zeitung Aschchatank (Աշխատանք, „Arbeit“).

## Politiker nach der Unabhängigkeit
1918 sandte das Nationalkomitee Manukian ins Gebiet Jerewan als bevollmächtigten Vertreter. Hierbei organisierte er die Verteidigung bei der Schlacht von Sardarapat, welche die türkische Attacke (das unter Missachtung des Waffenstillstands von Ersindschan erfolgte) auf das neu entstandene unabhängige Armenien bremste und das Vorschreiten nach Jerewan stoppte. Manukjan wurde am 15. November 1918 im fünfköpfigen Kabinett von Howhannes Katschasnuni zum ersten Innenminister Armeniens. Nach dem Tod des Ministers Chatschatur Kartschikian wurde Manukian am 15. November gleichzeitig zum Minister für Arbeit ernannt; beides blieb er bis zum 13. Dezember 1918.
Er erkrankte im Dezember 1918 an Typhus, das er sich in einem Flüchtlingscamp zugezogen hatte, starb 1919 mit 40 Jahren und wurde auf dem Tochmach-Zentralfriedhof in Jerewan beerdigt. Er war seit 1917 mit Katarine Salian verheiratet, mit der er eine Tochter, Seda, hatte.